# Логвиненко Іван Михайлович
Іва́н Миха́йлович Логвине́нко (* 25 червня 1922, Ольшаниця Рокитнянського району, Київської області) — український письменник, кандидат юридичних наук, полковник міліції, член Спілки письменників України. Нагороджений медаллю ім. Макаренка. Кавалер двох орденів Червоної Зірки, Вітчизняної війни І ступеня, медалями «За відвагу», «За бойові заслуги», «За оборону Ленінграда», «За перемогу над Німеччиною», українським орденом Богдана Хмельницького III ступеня, медаллю «Захисник Вітчизни», почесний працівник МВС.

## Життєпис
1939 року, закінчивши середню школу, вступив до Ленінградського вищого військово-морського інженерно-будівельного училища.
Учасник Другої світової війни з червня 1941 року — на міноносці «Гнівний» Балтійського флоту. Брав участь у обороні Таллінна та півострова Ханко, обороні Ленінграда. Поранений, після одужання служить в артилерії, учасник прориву блокади Ленінграда. Тяжко поранений 1944-го при форсуванні річки Великої під Псковом.
Працював у правоохоронних органах, опісля займався науковою та викладацькою роботою. Був начальником відділу Головного управління карного розшуку, завідував кафедрою криміналістики Академії МВС УРСР.

## Творчість
Загалом написав більше шести десятків наукових робіт та художніх творів.
Серед його творів збірки повістей і оповідань в основному детективного змісту та про Другу світову і громадянську війни:
- «Другий екзамен»,
- «Без страху та докору»,
- «Діалог ціною життя»,
- «Завтра на світанку»,
- «Багряні зорі»,
- «На чужому березі»,
- «Спокута».

Писав науково-популярні книжки та статті про криміналістику.

## Окрема точка зору на твори
Точка зору автора не завжди збігалася з поглядами дослідників історії. Зокрема, щодо книжки 1974 року «Без страху і докору» у дослідника історії Холодного Яру Романа Коваля існує окрема думка. Так, в розділі «Вовча зграя», котрий присвячений діяльності повстанців Блажевських, героями стали винятково чекісти та радянські посадовці.